# Maghar
Maghar è una suddivisione dell'India, classificata come nagar panchayat, di 15.834 abitanti, situata nel distretto di Sant Kabir Nagar, nello stato federato dell'Uttar Pradesh. In base al numero di abitanti la città rientra nella classe IV (da 10.000 a 19.999 persone).

## Geografia fisica
La città è situata a 26° 45' 26 N e 83° 7' 40 E e ha un'altitudine di 67 m s.l.m..

## Società

### Evoluzione demografica
Al censimento del 2001 la popolazione di Maghar assommava a 15.834 persone, delle quali 8.280 maschi e 7.554 femmine. I bambini di età inferiore o uguale ai sei anni assommavano a 2.989, dei quali 1.628 maschi e 1.361 femmine. Infine, coloro che erano in grado di saper almeno leggere e scrivere erano 8.774, dei quali 5.225 maschi e 3.549 femmine.